# ウィリアム・ヒックス

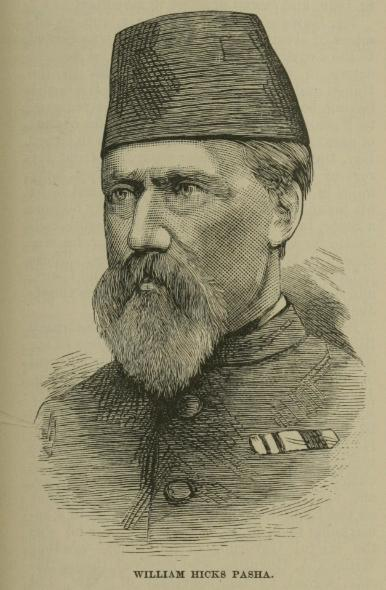
『アップルトン百科年鑑』1884年版より

ヒックス・パシャ (Hicks Pasha) ことウィリアム・ヒックス (英: William Hicks, 1830年 - 1883年) 大佐はイギリスの軍人、1849年にボンベイ軍に仕官しインド大反乱の鎮圧に当たリ、1859年にはシトカ・ガットの戦闘で敢闘章 (Mentioned in Despatches) を受けた。
1861年に大尉となり、1867年にアビシニア遠征 (1868 Expedition to Abyssinia) に派遣され、栄誉を受け、1880年に名誉大佐として退役した。ウラービー革命が鎮圧された第二次エジプト＝イギリス戦争の結果、ヒックスはヘディーヴ（副王#オスマン帝国）タウフィークにパシャに任命された。後のスーダンは1820年代からエジプトの侵攻を受けており、これに反発するマフディを名乗るムハンマド・アフマドの運動が1881年6月に白ナイルのアバー島で開始された。ヒックスはマフディ軍の制圧を依頼されていた。マフディ軍はヒジュラに準えてコルドファンのオベイドに遷都していた。ヒックスは司令官としてのパシャであったスレイマン・パシャ・ニアジと1883年にハルツームで交替した。エジプト軍はファッラーヒーン8000人を新たに徴集した。ヒックスは5000人を率いてマフディに呼応するセンナールやハルツームのダルヴィーシュを討った。11月、8000のエジプト兵とバシバズクと呼ばれる不正規騎兵1000人、クルップ砲4門、ノルデンフェルト機関砲6門を率いたエジプト軍は白ナイルのドゥエムからマフディ軍の討伐に向かい、目的地オベイドは遠征以前に陥落していたが、ダルフールを征服したスラティン・ベイことルドルフ・カール・フォン・スラティン (Rudolf Carl von Slatin) 救出のために作戦を続け、オベイドの南30マイルのシャイカーンでマフディ軍の待伏せにあい数百名を除き壊滅した。ヒックスの首はマフディのために持去られたという。

## 脚註
1. 1 2  大塚、2004

## 関連文献
- John Colborne, With Hicks Pasha in the Soudan, London, 1884.
- Sir Francis Reginald Wingate, Mahdiism and the Egyptian Sudan, London, 1891.